# Jakten mot nollpunkten
Jakten mot nollpunkten (på svenska i Finland Med spiken i bottnet), amerikansk film från 1971. 

## Handling
Före detta racerföraren Kowalski ska köra en bil från Denver till San Francisco. Innan han lämnar staden köper han tjack och slår vad med säljaren att han är i San Francisco inom 15 timmar. Bilen han kör är en Mopar-trimmad Dodge Challenger från 1970 som mer eller mindre har huvudrollen. På vägen möter han underliga personer i sin ständiga kamp mot polisen och sömnen.

## Om filmen
Jakten mot nollpunkten regisserades av Richard C. Sarafian.
Kim Carnes skrev sången "Sing Out For Jesus" till filmen, den framfördes av Big Mama Thornton. Carnes framförde själv låten "Nobody Knows" skriven av Mike Settle.

## Rollista (urval)
- Barry Newman - Kowalski
- Cleavon Little - Super Soul
- Victoria Medlin - Vera Thornton
- John Amos - Super Souls mekaniker
- Dean Jagger - man i öknen, prospektör
- Paul Koslo - ung polis
- Bob Donner - äldre polis
- Karl Swenson - Sandy